# Centenera de Andaluz
Centenera de Andaluz és un municipi de la província de Sòria, a la comunitat autònoma de Castella i Lleó. Limita al nord amb Fuentepinilla, al sud amb Velamazán, Rebollo i Fuentetovar, a l'est amb Santa María del Prado i a l'oest amb Andaluz.